# Kevin Tittel
Kevin René Tittel (* 4. Februar 1994 in Hamburg) ist ein deutscher Fußballtorhüter.

## Karriere
Nachdem Tittel zehn Jahre seiner Jugendzeit beim Hamburger SV und danach bei Eintracht Norderstedt verbracht hatte, wechselte er 2013 zum SV Halstenbek-Rellingen. In der Oberliga Hamburg debütierte er am 3. August 2013 bei der 0:1-Niederlage gegen den TuS Dassendorf. Er und sein Team beendeten die Saison auf dem neunten Platz.
Nach Saisonende wurde Tittel vom Chemnitzer FC verpflichtet. Dort wurde er zunächst in der zweiten Mannschaft eingesetzt und debütierte unter Trainer Kay-Uwe Jendrossek in der Oberliga Nordost beim 1:1 im Spiel gegen den FC Eisenach. Nach dem Rückzug der zweiten Mannschaft aus dem Spielbetrieb rückte er nach der Saison 2014/15 zur ersten Mannschaft auf, bei der er hinter Kevin Kunz Ersatztorhüter war. In der 3. Liga gab er am 1. März 2016 bei der 0:2-Niederlage gegen die SG Sonnenhof Großaspach sein Debüt für die erste Mannschaft. Nach einer roten Karte gegen Stammtorhüter Kunz in der 73. Minute wurde er für Philip Türpitz eingewechselt. Danach rückte er wieder ins zweite Glied und musste zwei Jahre auf seinen nächsten Ligaeinsatz warten. Am 23. Spieltag der Saison 2017/18 wurde Tittel bereits nach 6. Minuten für den verletzten Kevin Kunz eingewechselt, den er auch in den folgenden Rückrundenspielen vertrat. Zum Saisonende 2017/18 verließ Kevin Tittel den Chemnitzer FC.
Im September 2018 schloss sich Tittel dem VfB Lübeck an, der damit auf die Verletzung seines Torhüters Benjamin Gommert reagierte. Nachdem er zunächst hinter Malte Schuchardt auf der Bank saß, verdrängte er diesen und absolvierte sieben Spiele in der Regionalliga Nord. Ende November 2018 kehrte Gommert in das Tor des VfB Lübeck zurück. Anschließend kam Tittel noch zu 2 Einsätzen an den letzten beiden Spieltagen. Nach der Saison verließ er den Verein mit seinem Vertragsende.
Nach knapp sieben Monaten Vereinslosigkeit schloss sich Tittel Ende Januar 2020 dem Oberligisten 1. FC Phönix Lübeck an. Mit seinem Verein stieg er am Ende der Saison in die Regionalliga Nord auf.